# Нортемптон (Пенсільванія)
Нортемптон (англ. Northampton) — місто (англ. borough) в США, в окрузі Нортгемптон штату Пенсільванія. Населення — 10 395 осіб (2020).

## Географія
Нортемптон розташований за координатами 40°41′21″ пн. ш. 75°29′13″ зх. д. / 40.68917° пн. ш. 75.48694° зх. д. (40.689143, -75.487061).  За даними Бюро перепису населення США в 2010 році місто мало площу 6,76 км², з яких 6,38 км² — суходіл та 0,38 км² — водойми.

## Демографія
Згідно з переписом 2010 року, у селищі мешкало 9926 осіб у 4203 домогосподарствах у складі 2690 родин. Густота населення становила 1469 осіб/км².  Було 4438 помешкань (657/км²).
Расовий склад населення:
| - 95,2 % — білих - 1,7 % — чорних або афроамериканців - 0,7 % — азіатів - 0,2 % — корінних американців |

До двох чи більше рас належало 1,3 %. Частка іспаномовних становила 3,5 % від усіх жителів.
За віковим діапазоном населення розподілялося таким чином: 21,8 % — особи молодші 18 років, 61,8 % — особи у віці 18—64 років, 16,4 % — особи у віці 65 років та старші. Медіана віку мешканця становила 40,8 року. На 100 осіб жіночої статі у селищі припадало 94,1 чоловіків;  на 100 жінок у віці від 18 років та старших — 89,7 чоловіків також старших 18 років.
Середній дохід на одне домашнє господарство  становив 61 086 доларів США (медіана — 47 708), а середній дохід на одну сім'ю — 73 927 доларів (медіана — 71 199). Медіана доходів становила 44 594 долари для чоловіків та 36 487 доларів для жінок. За межею бідності перебувало 9,3 % осіб, у тому числі 18,1 % дітей у віці до 18 років та 3,7 % осіб у віці 65 років та старших.
Цивільне працевлаштоване населення становило 5298 осіб. Основні галузі зайнятості: освіта, охорона здоров'я та соціальна допомога — 22,2 %, роздрібна торгівля — 18,9 %, виробництво — 12,8 %, мистецтво, розваги та відпочинок — 8,1 %.